# Karłogacek wielkouchy
Karłogacek wielkouchy (Micronycteris megalotis) – gatunek ssaka z podrodziny Micronycterinae w obrębie rodziny liścionosowatych (Phyllostomidae).

## Taksonomia
Gatunek po raz pierwszy zgodnie z zasadami nazewnictwa binominalnego nazwał w 1842 roku angielski zoolog John Edward Gray nadając mu nazwę Phyllophora megalotis. Holotyp pochodził z Perequé, São Paulo, w Brazylii.
Autorzy Illustrated Checklist of the Mammals of the World uznają ten gatunek za monotypowy.

### Etymologia
- Micronycteris: gr. μικρος mikros „mały”; νυκτερις nukteris, νυκτεριδος nukteridos „nietoperz”[10].
- megalotis: gr. μεγαλως megalōs „niezmiernie”, od μεγας megas, μεγαλη megalē „wielki”; -ωτις -ōtis „-uchy”, od ους ous, ωτος ōtos „ucho”[11].

## Zasięg występowania
Karłogacek wielkouchy występuje w północnej Ameryce Południowej od Kolumbii po południowo-wschodnie Peru, północną Boliwię i południowo-wschodnią Brazylię oraz Małe Antyle (Margarita, Grenada, Trynidad i Tobago).

## Morfologia
Długość ciała (bez ogona) 38–59 mm, długość ogona 10–16 mm, długość ucha 17,1–23 mm, długość tylnej stopy 7,4–10 mm, długość przedramienia 31,5–36,4 mm; masa ciała 5,5–6,3 g.

## Ekologia

### Tryb życia
Karłogacek wielkouchy Występuje od buszu do tropikalnych lasów. Spi w niewielkich grupkach w najróżniejszych kryjówkach. Nocą poluje w pobliżu drzew owocowych atakując lotem nurkowym powoli latające owady, takie jak żukowate. Zdarza mu się również atakować karaczany znajdujące się na ziemi. Ponadto żywi się również prawdopodobnie miąższem gujawy i bananów.

### Rozmnażanie
Samica wydaje na świat zazwyczaj 1 młode pomiędzy kwietniem a czerwcem.